# Silvi Väljal
Silvi Väljal (* 30. Januar 1928 in Abja; † 3. April 2014 in Tallinn) war eine estnische Kinderbuchautorin und Buchillustratorin.

## Leben und Werk
Silvi Väljal machte 1946 am Gymnasium von Viljandi das Abitur und studierte anschließend von 1947 bis 1952 an der Estnischen Kunstakademie, die sie als Grafikerin abschloss. Danach arbeitete sie als künstlerische Gestalterin fünf Jahre in der Redaktion einer Jugendzeitschrift, bevor sie sich als freiberufliche Künstlerin und Autorin niederließ.
Silvi Väljal illustrierte zahlreiche Klassiker der estnischen Kinderliteratur wie zum Beispiel Elar Kuus, Heljo Mänd, Iko Maran, Ellen Niit, Jüri Parijõgi, Silvia Rannamaa, Marta Sillaots, Venda Sõelsepp, Aino und Leida Tigane oder Heino Väli. Selbst verfasste sie lediglich ein Kinderbuch, das aber ungewöhnliche Popularität erreichte und in über ein Dutzend Sprachen übersetzt worden ist: Jussikes sieben Freunde, worin ein kleiner Junge auf der Suche nach dem „Sonntagsland“ alle sieben Wochentage kennenlernt.

## Bibliografie
- Jussikese seitse sõpra. Tallinn: Eesti Raamat 1966. 24 S.
  - Deutsche Übersetzung: Jussikes sieben Freunde. Geschrieben und gezeichnet von Silvi Väljal. Deutsch von Helga Viira. Tallinn: Eesti Raamat 1969. 24 S.; zweite Auflage: Tallinn: Perioodika 1978. 24 S.